# Neurotrophin
Neurotrophine (gr. νεῦρον neũron ‚Nerv‘ und τροφος trophos ‚Nahrung‘ etwa „Nervennährstoffe“) sind körpereigene Signalstoffe, die zielgerichtete Verbindungen zwischen Nervenzellen bewirken. Sie sichern den Fortbestand neuronaler Verbindungen. Neurotrophine sind kleine basische Proteine mit einer Molekülmasse von etwa 13 kDa.

## Klassifizierung
Es gibt fünf Typen von Neurotrophinen:
- NGF – Nervenwachstumsfaktor
- BDNF – brain-derived neurotrophic factor
- NT-3 – Neurotrophin 3
- NT-4 – Neurotrophin 4
- NT-5 – Neurotrophin 5, da NT-4 und NT-5 ähnliche Eigenschaften besitzen, werden sie häufig als NT-4/5 zusammengefasst

Diese können an membranständige Rezeptoren binden. Es existieren zwei Typen von Rezeptoren für Neurotrophine:
- p75 Neurotrophin Rezeptor (p75NTR), ein Rezeptor der TNF-Rezeptor Familie
- Rezeptoren der Tyrosinkinase-Rezeptor-Familie (Trk A, Trk B und Trk C)

Der p75NTR ist in der Lage alle fünf Neurotrophine zu binden, allerdings ist die Affinität vergleichsweise gering. Die Rezeptoren der Trk-Familie dagegen sind affiner und binden spezifisch nur bestimmte Neurotrophine:
- Trk A – NGF
- Trk B – BDNF, NT-4 und NT-5
- Trk C – NT-3

Die Bindung von Neurotrophinen an p75NTR führt zum programmierten Zelltod (siehe Apoptose) der Zelle. Bindung an Rezeptoren der Trk-Familie hingegen löst eine Kaskade von Kinasen aus, die sich anti-apoptotisch auswirkt. Zentrales Enzym dieses Mechanismus ist die, vor allem im angloamerikanischen Sprachraum, auch als „AKT“ bekannte Proteinkinase B.
Aufgrund dieses ambivalenten Verhaltens sieht man Neurotrophine heute nicht mehr als Neurostimulatoren an, sondern als Neuromodulatoren.

## Geschichte
Der Begriff Neurotrophin wurde mit der Neurotrophinhypothese von Viktor Hamburger und Rita Levi-Montalcini eingeführt. Sie geht davon aus, dass unreife Neurone um limitierte, von Zielzellen dargebotene trophische Faktoren konkurrieren. Nur jene Neurone, die erfolgreich synaptische Verbindungen knüpfen, bekommen genügend dieser trophischen Faktoren, um überleben zu können.
Neurone die nicht genügend trophische Faktoren erhalten, werden durch Apoptose entfernt.
Sind Neurotrophine vorhanden, so binden sie an Zelloberflächenrezeptoren der Trk-Familie. Daraufhin wird eine Kaskade von Kinasen ausgelöst, deren Zielproteine zur Unterdrückung der Apoptose führen.

## Psychologie
Neurotrophine tragen zur Gedächtnisbildung bei und spielen beim Aufbau und beim Abbau von neuen Nervennetzen eine große Rolle.
Experten für Neurotrophin-Forschung an der Ruhr-Universität Bochum vermuten, dass sich die Neurotrophin-Werte beim Verlieben verändern. Wissenschaftler der italienischen Universität Pavia stellten erhöhte Neurotrophin-Werte bei frisch verliebten Testpersonen fest und vermuten, dass dies für die typische Euphorie am Beginn einer Liebesromanze verantwortlich sei. Nach einem Jahr seien keine erhöhten Werte mehr festgestellt worden.